# Kabalak (Mütze)
Der Kabalak, informell Enverije (Englisch: enveriye) genannt, war eine osmanische bzw. türkische Militärmütze, die in der Form an einen Tropenhelm angelehnt war. Der Kabalak ersetzte um 1910 in der Osmanischen Armee den Fes.

## Geschichte

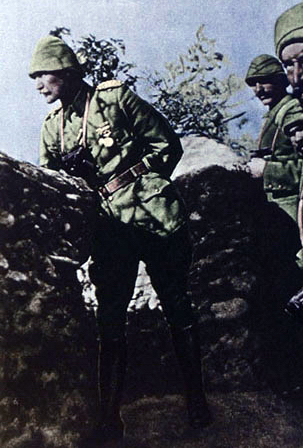
Mustafa Kemal during the Gallipoli Campaign

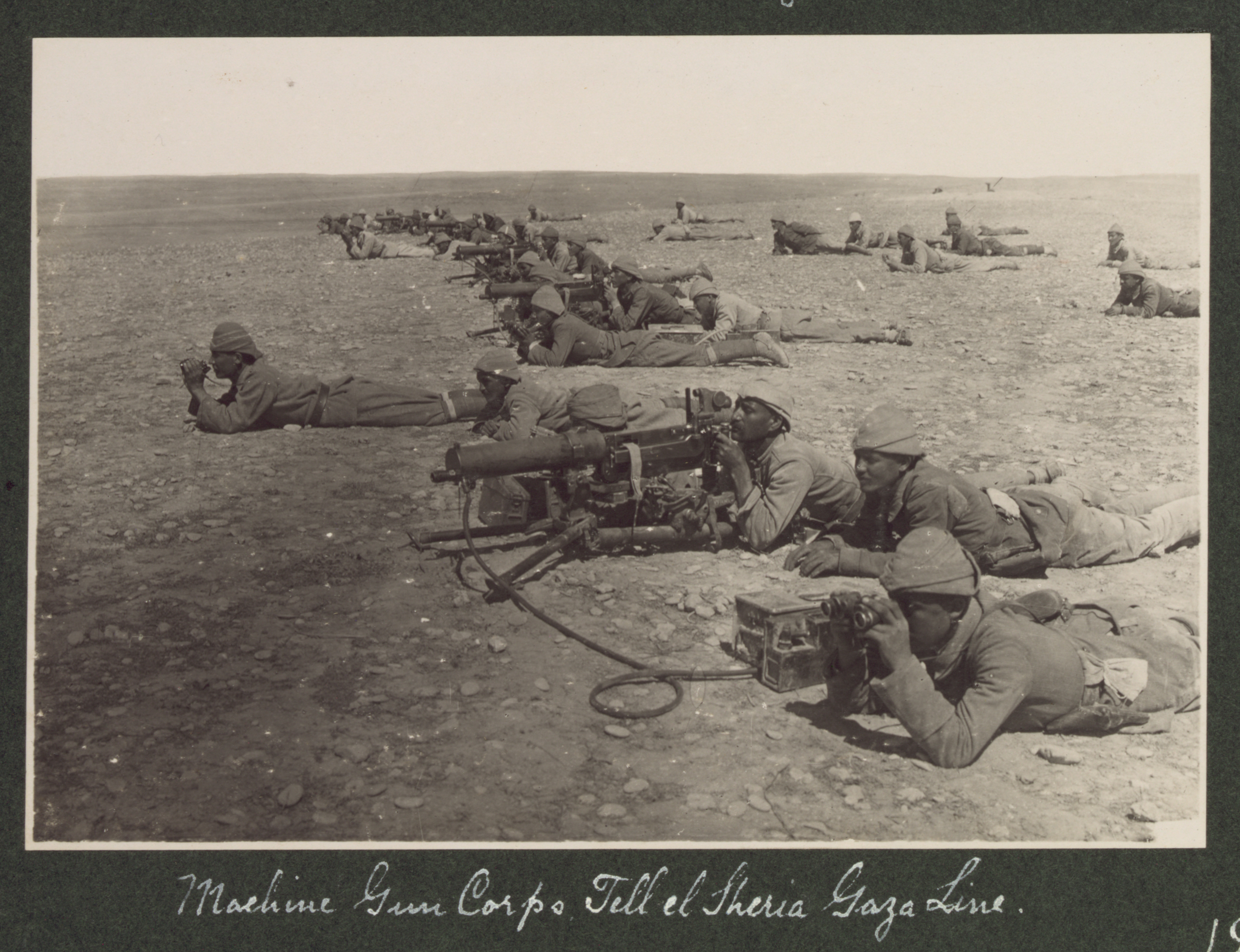
Machine gun corps Gaza line WWI

Soweit bekannt, basierte der Kabalak auf einer Idee von Enver Bey (später Enver Pascha) im Italienisch-Türkischen Krieg in der Cyrenaika. Die Mütze war an die Form eines Tropenhelms angelehnt, bestand allerdings nicht aus festem Material wie z. B. Kork, sondern aus einem Gerüst aus Reisig, das mit meist khakifarbenem Baumwollstoff umwickelt wurde. Er wurde insbesondere in subtropischen Gebieten des Osmanischen Reichs getragen, insbesondere im Ersten Weltkrieg. 
Im Gegensatz zum schirmlosen Fes schützte der Kabalak zumindest teilweise Stirn und Nacken. Es gab unterschiedlichste Ausführungen, insbesondere auch für die Fliegertruppe und die Kavallerie, sowohl in Form als auch Material. Nach Enver Bey wurde die Mütze informell als Enverije bezeichnet.
Um 1925 wurde der Kabalak zugunsten einer Militärmütze mit Schirm nach dem Vorbild europäischer Armeen ersetzt.